# Odinarchaeota
Embranchement
Taxons de rang inférieur
- Candidatus Odinarchaeota archaeon LCB_4

Les Odinarchaeota sont un embranchement d'archées. 